# Primer gabinete de Tunku Abdul Rahman
El primer gabinete de Tunku Abdul Rahman se formó tras la victoria de la Alianza en las primeras elecciones federales de la Federación Malaya del 27 de junio de 1955. Tras recibir el asentimiento de los Gobernantes de los Estados Malayos, la composición del gabinete fue anunciada por el Alto Comisionado de la Federación de Malaya, Donald MacGillivray, de la Casa del Rey el 4 de agosto de 1955. El gabinete juró el 9 de agosto de 1955, por el presidente del Tribunal Supremo de Malaya, Prethaser.
La toma de posesión de este gabinete marcó la primera vez que la mayoría del Ejecutivo eran miembros elegidos directamente por los malayos y este fue también el último gabinete que ocupó el cargo bajo el protectorado británico. Solo cuatro carteras, el secretario principal del Gobierno, el secretario de Finanzas, el fiscal general y el secretario de Estado, seguían siendo designados directamente por el Alto Comisionado y estaban dirigidos por oficiales británicos.
El mandato del gabinete se extendió más allá de la independencia de la Federación Malaya el 31 de agosto de 1957, aunque se reorganizó con la incorporación de nuevas carteras después de la independencia y solo se disolvió con las primeras elecciones federales posteriores a la independencia el 22 de agosto de 1959.
Esta es una lista de los miembros del primer gabinete del primer primer ministro de la Federación Malaya (entonces ministro principal de la Federación Malaya), Tunku Abdul Rahman.

## Composición

### Ministros
El Gabinete Federal consistió en los siguientes ministros:
| Cartera                                                  | Ministro              | Partido              | Partido | Circunscripción  | Inicio               | Final                |
| -------------------------------------------------------- | --------------------- | -------------------- | ------- | ---------------- | -------------------- | -------------------- |
| Ministro Principal                                       | Tunku Abdul Rahman    |                      | UMNO    | Sungei Muda      | 9 de agosto de 1955  | 31 de agosto de 1957 |
| Primer ministro                                          | Tunku Abdul Rahman    |                      | UMNO    | Sungei Muda      | 31 de agosto de 1957 | 22 de agosto de 1959 |
| Vice primer ministro                                     | Abdul Razak Hussein   |                      | UMNO    | Semantan         | 31 de agosto de 1957 | 22 de agosto de 1959 |
| Ministro del Interior                                    | Tunku Abdul Rahman    |                      | UMNO    | Sungei Muda      | 9 de agosto de 1955  | 31 de agosto de 1957 |
| Ministro de Relaciones Exteriores                        | Tunku Abdul Rahman    |                      | UMNO    | Sungei Muda      | 31 de agosto de 1957 | 22 de agosto de 1959 |
| Ministro de Educación                                    | Abdul Razak Hussein   |                      | UMNO    | Semantan         | 9 de agosto de 1955  | 31 de agosto de 1957 |
| Ministro de Educación                                    | Mohd Khir Johari      |                      | UMNO    | Kedah Tengah     | 31 de agosto de 1957 | 22 de agosto de 1959 |
| Ministro de Defensa                                      | Abdul Razak Hussein   |                      | UMNO    | Semantan         | 31 de agosto de 1957 | 22 de agosto de 1959 |
| Ministro del Interior y Justicia                         | Sulaiman Abdul Rahman |                      | UMNO    | Johore Bahru     | 31 de agosto de 1957 | 22 de agosto de 1959 |
| Ministro de Finanzas                                     | Henry Lee Hau Shik    |                      | MCA     | Designado        | 31 de agosto de 1957 | 22 de agosto de 1959 |
| Ministro de Recursos Naturales                           | Ismail Abdul Rahman   |                      | UMNO    | Johore Timor     | 9 de agosto de 1955  | 31 de agosto de 1957 |
| Ministro de Recursos Naturales                           | Bahaman Samsudin      |                      | UMNO    | Telok Anson      | 31 de agosto de 1957 | 22 de agosto de 1959 |
| Ministro de Transporte                                   | Henry Lee Hau Shik    |                      | MCA     | Designado        | 9 de agosto de 1955  | 31 de agosto de 1957 |
| Ministro de Transporte                                   | Abdul Rahman Talib    |                      | UMNO    | Pahang Timor     | 31 de agosto de 1957 | 22 de agosto de 1959 |
| Ministro de Agricultura y Cooperativas                   | Abdul Aziz Ishak      |                      | UMNO    | Selangor Barat   | 9 de agosto de 1955  | 22 de agosto de 1959 |
| Ministro de Salud                                        | Leong Yew Koh         |                      | MCA     | Ipoh - Menglembu | 9 de agosto de 1955  | 31 de agosto de 1957 |
| Ministro de Salud                                        | VT Sambanthan         |                      | MIC     | Kinta Utara      | 31 de agosto de 1957 | 22 de agosto de 1959 |
| Ministro de Obras                                        | Sardon Jubir          |                      | UMNO    | Segamat          | 9 de agosto de 1955  | 31 de agosto de 1957 |
| Ministro de Obras, Correos y Telecomunicaciones          | Sardon Jubir          | 31 de agosto de 1957 | UMNO    | Segamat          | 22 de agosto de 1959 |                      |
| Ministro de Trabajo                                      | VT Sambanthan         |                      | MIC     | Kinta Utara      | 9 de agosto de 1955  | 31 de agosto de 1957 |
| Ministro de Trabajo y Bienestar Social                   | Ong Yoke Lin          |                      | MCA     | Ipoh - Menglembu | 31 de agosto de 1957 | 22 de agosto de 1959 |
| Ministro de Gobierno Local, Vivienda y Urbanismo         | Sulaiman Abdul Rahman |                      | UMNO    | Johore Bahru     | 9 de agosto de 1955  | 31 de agosto de 1957 |
| Ministro de Comunicaciones, Telecomunicaciones y Correos | Ong Yoke Lin          |                      | MCA     | Ipoh - Menglembu | 9 de agosto de 1955  | 31 de agosto de 1957 |
| Ministro de Comercio e Industria                         | Tan Siew Sin          |                      | MCA     | Malacca Central  | 31 de agosto de 1957 | 22 de agosto de 1959 |

### Viceministros y asistentes
| Cartera                                          | Ministro                 | Partido | Partido | Circunscripción  | Inicio              | Final                |
| ------------------------------------------------ | ------------------------ | ------- | ------- | ---------------- | ------------------- | -------------------- |
| Viceministro del Interior                        | Bahaman Samsuddin        |         | UMNO    | Telok Anson      | 9 de agosto de 1955 | 31 de agosto de 1957 |
| Viceministro de Educación                        | Too Joon Hing            |         | MCA     | Kinta Selatan    | 9 de agosto de 1955 | 31 de agosto de 1957 |
| Ministro Asistente de Agricultura y Cooperativas | Mohd Khir Johari         |         | UMNO    | Kedah Tengah     | 9 de agosto de 1955 | 31 de agosto de 1957 |
| Ministro Asistente de Salud                      | Abdul Rahman Talib       |         | UMNO    | Pahang Timor     | 9 de agosto de 1955 | 31 de agosto de 1957 |
| Ministro Asistente de Trabajo                    | Abdul Khalid Awang Osman |         | UMNO    | Kelantan Selatan | 9 de agosto de 1955 | 31 de agosto de 1957 |